# Diócesis de Belluno-Feltre
La diócesis de Belluno-Feltre (en latín: Dioecesis Bellunensis-Feltrensis y en italiano: Diocesi di Belluno-Feltre) es una circunscripción eclesiástica de la Iglesia católica en Italia. Se trata de una diócesis latina, sufragánea del patriarcado de Venecia. Desde el 10 de febrero de 2016 su obispo es Renato Marangoni.

## Territorio y organización

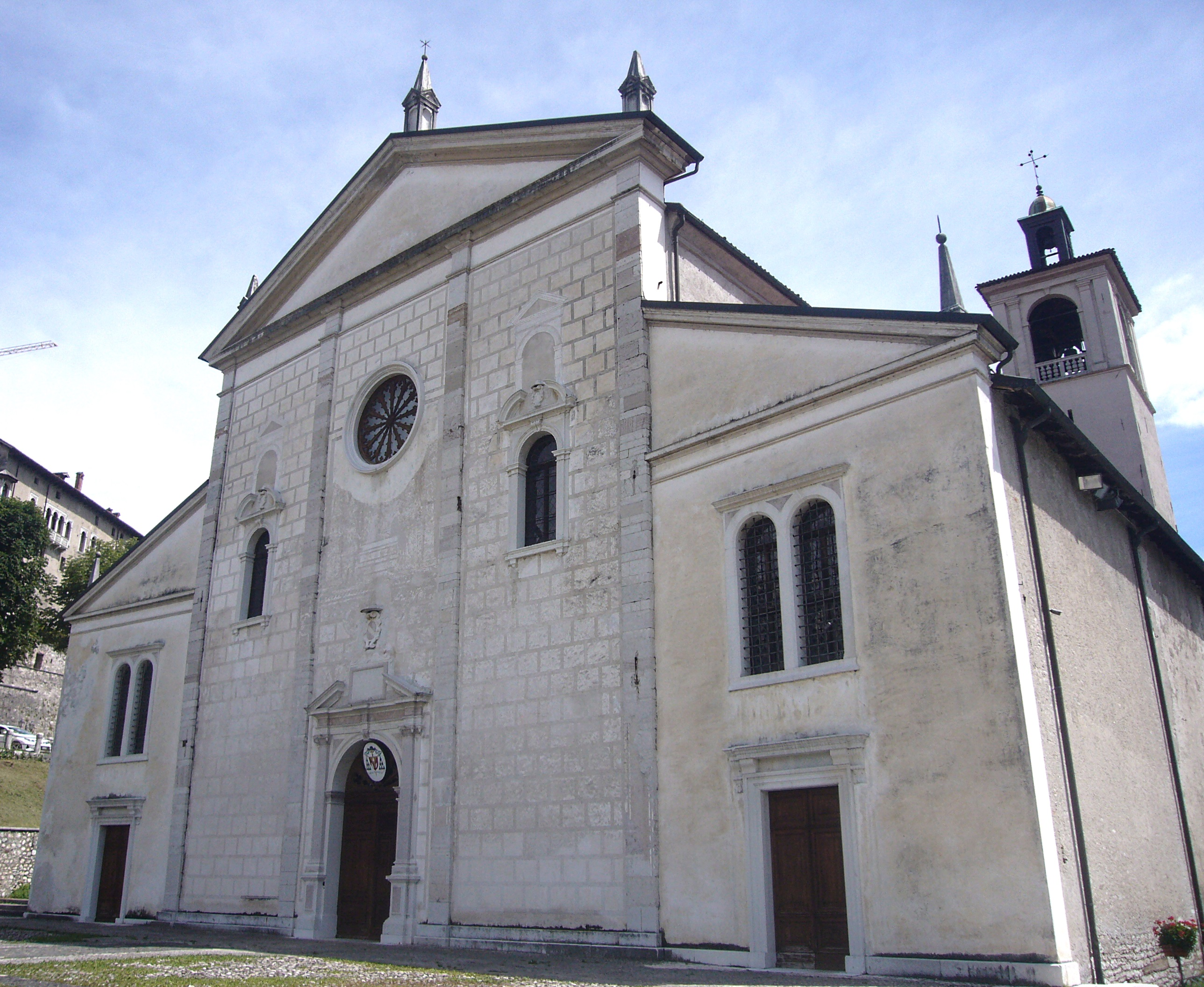
Concatedral de San Pedro Apóstol, en Feltre

La diócesis tiene 3263 km² y extiende su jurisdicción sobre los fieles católicos de rito latino residentes en: 
- la provincia de Belluno de la región de Véneto, comprendiendo las comunas de: Santo Stefano di Cadore, San Pietro di Cadore, Comelico Superiore, Danta di Cadore, San Nicolò di Comelico, Vigo di Cadore, Lozzo di Cadore, Lorenzago di Cadore, Domegge di Cadore, Pieve di Cadore, Calalzo di Cadore, Valle di Cadore, Perarolo di Cadore, Cibiana di Cadore, Vodo di Cadore, Zoppè di Cadore, Borca di Cadore, Ospitale di Cadore, Alleghe, Val di Zoldo, Agordo, La Valle Agordina, Taibon Agordino, Cencenighe Agordino, San Tomaso Agordino, Canale d'Agordo, Vallada Agordina, Falcade, Rocca Pietore, Colle Santa Lucia, Selva di Cadore, Cortina d'Ampezzo, Livinallongo del Col di Lana, Auronzo di Cadore, San Vito di Cadore, Voltago Agordino, Rivamonte Agordino, Gosaldo, Sospirolo, Belluno, Sedico, Limana, San Gregorio nelle Alpi, Santa Giustina, Cesiomaggiore, Feltre, Lamon, Sovramonte, Pedavena, Alpago, Seren del Grappa, Chies d'Alpago, Tambre, Ponte nelle Alpi, Soverzene, Longarone y una pequeña porción de Setteville (creada en 2014 por fusión de las comunas de Alano di Piave y Quero Vas).[nota 1]
- el ente de descentralización regional de Pordenone de la región de Friul-Venecia Julia, comprendiendo la localidad de Casso en la comuna de Erto e Casso (pertenece a la parroquia de Longarone).

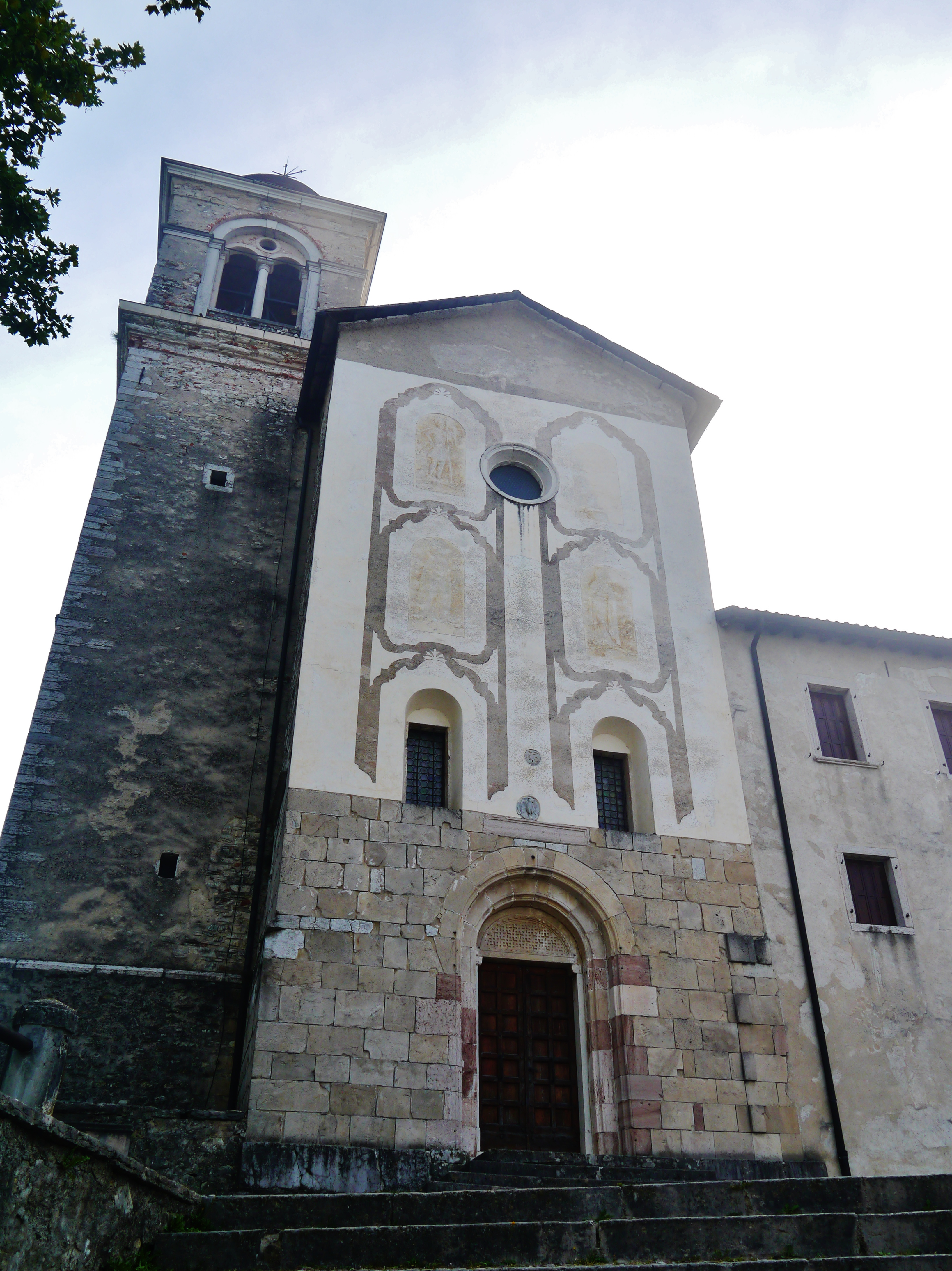
Basílica santuario de los Santos Víctor y Corona

La sede de la diócesis se encuentra en la ciudad de Belluno, en donde se halla la Catedral basílica de San Martín. En Feltre se halla la Concatedral de San Pedro Apóstol y la basílica santuario de los Santos Víctor y Corona. En Cortina d'Ampezzo se encuentra la basílica de los Santos Felipe y Santiago.

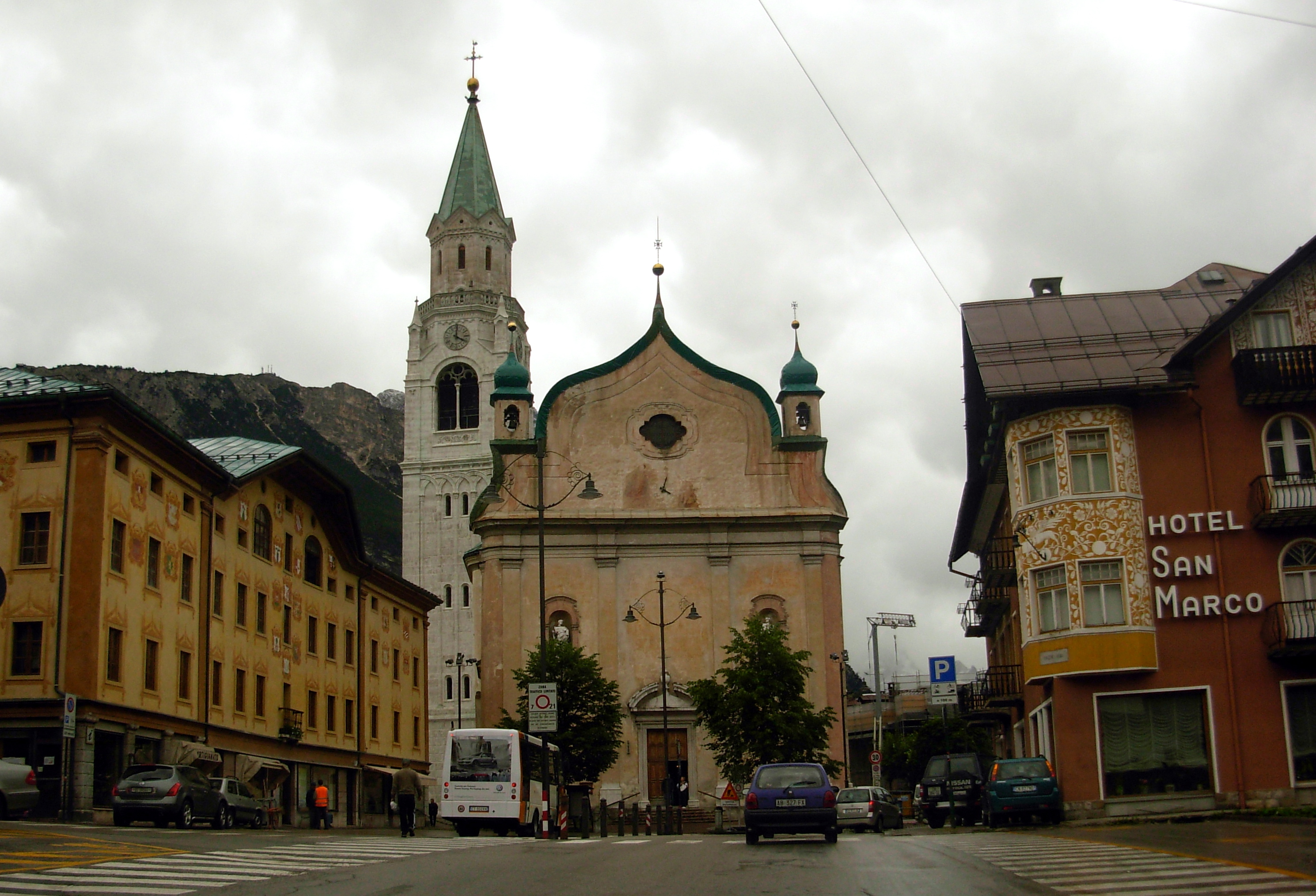
Basílica de los Santos Felipe y Santiago, en Cortina d'Ampezzo

En 2022 en la diócesis existían 158 parroquias agrupadas experimentalmente en 6 "convergenze foraniali":
- convergenza foraniale di Agordo-Livinallongo;

"Convergenze foraniali"

- convergenza foraniale di Ampezzo-Cadore-Comelico;
- convergenza foraniale di Belluno;
- convergenza foraniale di Feltre-Lamon-Pedavena;
- convergenza foraniale di Longarone-Zoldo-Alpago-Ponte nelle Alpi;
- convergenza foraniale di Sedico-Santa Giustina.

## Historia
La diócesis actual es el resultado de la unión plena de las diócesis de Belluno y Feltre, ya unidas aeque principaliter desde 1818, erigida por la Congregación para los Obispos el 30 de septiembre de 1986.

### Diócesis de Belluno
Los orígenes de la diócesis de Belluno son inciertos, si bien los catálogos episcopales diocesanos, que se remontan a los siglos XV y XVI, atestiguan un origen antiguo, hasta el siglo II.
El primer obispo documentado es Felice, cuyo nombre, grabado en un sarcófago atribuido al siglo VI, fue descubierto en 1762 en la pequeña iglesia de Valdenere, entre los pueblos de Bolago y Barp, en la comuna de Sedico. Aquí se encontró el sarcófago, luego perdido nuevamente, que lleva la inscripción "Felix ep(iscopu)s". A él se debe la primera construcción de la catedral de la diócesis, dedicada al antiarriano san Martín de Tours. Según la tradición, el obispo, perseguido por los lombardos, murió en el exilio.
Sin embargo, no hay evidencia del obispo Giovanni, quien fue perseguido por los bizantinos por haberse opuesto a la condena de los Tres Capítulos. A finales del siglo VI la historia atestigua la presencia del obispo Lorenzo entre los participantes en los concilios del patriarcado de Aquilea de 589/590 y 591, en los que se rechazó la condena de los Tres Capítulos decretada en el Concilio de Constantinopla II (553).
Con el fin del dominio lombardo (776) Belluno se convirtió en la sede de un condado carolingio, que más tarde se unió a la Marca del Friul. A partir de los siglos VIII y IX, el poder temporal de los obispos de Belluno tomó forma y se consolidó, con la adquisición de tierras y el sometimiento de feudos y territorios hasta la llanura véneta. Este poder temporal fue reconocido al obispo Ezemano, con un diploma imperial expedido en 1031 por el emperador Conrado II, al que siguió la concesión de la immunitas por parte de Otón I.
La primera evidencia documental de la existencia de un capítulo de canónigos se remonta a finales del siglo IX.
A partir de la segunda mitad del siglo XII, las sedes de Belluno y Feltre fueron objeto de continuas incursiones militares por parte de la comuna de Treviso. Para defenderse mejor, el papa estableció que las dos ciudades episcopales estarían dirigidas por un solo obispo, mientras que las dos diócesis permanecerían independientes entre sí. La unión aeque principaliter se produjo en los últimos años del siglo XII. Esta unión duró hasta el siglo XV, cuando los bellunenses, celosos de su autonomía, con el apoyo del cardenal Nicola Cusano, obtuvieron del papa Pío II el fin de la unión, decidida en 1460, pero realizada recién en 1462, tras la muerte del obispo Francesco de Lignamine.
A principios del siglo XVI la diócesis tuvo que afrontar una situación lamentable, creada por el nombramiento de dos obispos al mismo tiempo, Antonio Barozzi por parte del gobierno de la Serenísima y Giambattista Casali por parte de la Santa Sede. El primero fue alcanzado por un entredicho y excomuniones, que tuvieron también consecuencias prácticas en la vida de los fieles (por ejemplo la imposibilidad de acercarse a los sacramentos o recibir la sepultura definitiva). Mientras que al segundo, el obispo legítimo, se le impidió tomar posesión de la sede. La situación se resolvió con el nombramiento en 1536 del obispo y cardenal Gasparo Contarini.
Entre los obispos de este período destacaron en particular: Pietro Barozzi (1471-1487), considerado por los historiadores entre los grandes reformadores de la época pre-tridentina, Gasparo Contarini (1536-1542) y Giulio Contarini (1542-1575), que se opusieron al avance de las ideas evangélicas en la diócesis, Alvise Lollino (1596-1625), erudito, hombre de cultura y fino humanista.
Durante los siglos siglo XVII y siglo XVIII, en cumplimiento de las disposiciones del Concilio de Trento, los obispos de Belluno realizaron repetidas visitas pastorales a la diócesis, convocaron periódicamente sínodos diocesanos y erigieron y cualificaron progresivamente el seminario.
Sebastiano Alcaini tuvo que presenciar la tormenta napoleónica que condujo al cierre de conventos, al saqueo de iglesias, a la dispersión del patrimonio litúrgico. A su muerte, en 1803, le siguieron dieciséis años de sede vacante.
En 1810 el curato de Caprile fue separado de la diócesis de Bresanona y agregado a la diócesis de Belluno.
En 1816 se amenazó con suprimir la sede de Belluno y unirla a la de Feltre: el capítulo bellunés se opuso firmemente. Sin embargo, el 1 de mayo de 1818, en el marco de la reorganización eclesiástica del Véneto prevista por la bula De salute Dominici gregis, las diócesis de Feltre y Belluno volvieron a unirse aeque principaliter: ambas conservaron sus estructuras de gobierno y tenían igual dignidad. El obispo debía residir seis meses en una diócesis y otros seis en la otra. Al mismo tiempo Belluno perdió las parroquias de Mussolente y Casoni, que fueron cedidas a la diócesis de Treviso.
El 30 de abril de 1846 las parroquias de Cadore en los distritos de Pieve y Auronzo, parte del archidiaconado de Cadore, fueron separadas de la diócesis de Údine y agregadas a la diócesis de Belluno mediante la bula Universalis Ecclesiae regime del papa bellunés Gregorio XVI.
En 1909 se fundó el semanario diocesano L'Amico del Popolo. El obispo Giuseppe Foschiani llamó al padre Felice Maria Cappello para dirigir el periódico, que tuvo que abandonar seis meses después por ser sospechoso de modernismo.
El 6 de julio de 1964, en el contexto de la reorganización de los distritos diocesanos de Bresanona y Trento establecida por la bula Quo aptius del papa Pablo VI, los decanatos de Cortina d'Ampezzo y Pieve di Livinallongo, anteriormente pertenecientes a la diócesis de Bresanona, fueron agregados a la diócesis de Belluno.
El 26 de agosto de 1978 fue un día de particular júbilo para la diócesis de Belluno, porque uno de sus hijos, Albino Luciani, originario de Canale d'Agordo, fue elevado al trono papal con el nombre de papa Juan Pablo I.

### Diócesis de Feltre
Aunque la tradición reconoce al protoobispo Prosdócimo como el evangelizador de Feltre, Fonteio es el primer obispo de Feltre del que hay constancia histórica: participó en el Sínodo de Grado en 579 y, según Pablo el Diácono, en el Sínodo de Marano en 590 como "obispo de la Santa Iglesia de Feltre".
En el siglo X el emperador Otón I concedió al obispo pro tempore de Feltre, ya señor feudal del Imperio carolingio, amplios poderes y el título de conde. En el siglo XI, Conrado II lo investió con el título principesco.
Cuando el obispo de Belluno, Gerardo de' Taccoli, cayó en batalla contra los trevisanos en 1197, el papa Celestino III procedió a unificar, aeque principaliter, la diócesis de Belluno con la diócesis de Feltre, para que ambas sedes pudieran afrontar mejor al enemigo común: el primer obispo de las diócesis unidas fue así Drudo da Camino, ya obispo de Feltre.
En 1462, a la muerte del obispo Francesco de Lignamine, la diócesis de Belluno volvió a tener su propio obispo, ya que el papa Pío II había decretado en 1460, a petición del pueblo bellunés, la separación de la diócesis de Feltre.
En 1593, el obispo Giacomo Rovellio, aplicando con convicción los cánones tridentinos, fundó el primer seminario episcopal en Feltre.
Entre los siglos siglo XVI y siglo XVIII la diócesis se caracterizó por una fisonomía territorial muy particular al extenderse por tres entidades estatales diferentes. Dentro de los límites de la República de Venecia, donde también se encontraba la sede episcopal, tenía jurisdicción sobre las parroquias de Feltre con exclusión de las parroquias de Arsiè y Fonzaso, sujetas a la diócesis de Padua, y de Sospirolo y San Gregorio, dependientes de Belluno. Valsugana, con las jurisdicciones de Caldonazzo (feudo de los Trapp), Pergine y Levico, formaba parte del principado episcopal de Trento. Finalmente, las jurisdicciones de Telvana, Castellalto, Ivano y Primiero (este último feudo de los Welsperg) constituían un enclave del condado de Tirol.
En 1786, bajo la presión del emperador José II, las parroquias de Feltre situadas en Valsugana (Levico, Borgo Valsugana, Strigno, Grigno, Masi di Novaledo, Telve, Pieve Tesino, Roncegno, Torcegno, Castelnuovo, Pergine, Calceranica, Vigolo Vattaro, Lavarone) y en Primiero (Primiero con Canal San Bovo) fueron desmembradas de la diócesis de Feltre y agregadas a la diócesis de Trento: la medida redujo la "Santa Iglesia de Feltre" a pequeñas dimensiones.
El 1 de mayo de 1818 el papa Pío VII, mediante la bula De salute Dominici gregis, dispuso nuevamente que se uniera aeque principaliter con la diócesis de Belluno, porque ambas eran de pequeñas dimensiones. Al mismo tiempo la parroquia de Primolano fue agregada a la diócesis de Padua.
El 7 de noviembre de 1847, Antonio Gavá inauguró la nueva sede del seminario episcopal.

### Diócesis de Belluno-Feltre
El 30 de septiembre de 1986, mediante el decreto Instantibus votis de la Congregación para los Obispos, las dos sedes quedaron plenamente unidas y la nueva diócesis asumió su nombre actual.

## Estadísticas
Según el Anuario Pontificio 2023 la diócesis tenía a fines de 2022 un total de 175 562 fieles bautizados.
| Año                                                                             | Población            | Población | Población      | Sacerdotes | Sacerdotes    | Sacerdotes    | Bautizados por sacerdote | Diáconos permanentes | Religiosos | Religiosos | Parroquias |
| Año                                                                             | Bautizados católicos | Total     | % de católicos | Total      | Clero secular | Clero regular | Bautizados por sacerdote | Diáconos permanentes | Varones    | Mujeres    | Parroquias |
| ------------------------------------------------------------------------------- | -------------------- | --------- | -------------- | ---------- | ------------- | ------------- | ------------------------ | -------------------- | ---------- | ---------- | ---------- |
| 1950                                                                            | 196 785              | 196 785   | 100.0          | 263        | 208           | 55            | 748                      |                      | 89         | 474        | 125        |
| 1970                                                                            | 204 643              | 204 723   | 100.0          | 343        | 257           | 86            | 596                      |                      | 129        | 596        | 167        |
| 1980                                                                            | 150 000              | 150 800   | 99.5           | 221        | 184           | 37            | 678                      |                      | 45         | 358        | 126        |
| 1990                                                                            | 187 680              | 188 186   | 99.7           | 283        | 231           | 52            | 663                      | 1                    | 65         | 363        | 158        |
| 1999                                                                            | 184 100              | 184 602   | 99.7           | 250        | 204           | 46            | 736                      | 5                    | 52         | 260        | 158        |
| 2000                                                                            | 184 100              | 184 602   | 99.7           | 245        | 199           | 46            | 751                      | 5                    | 52         | 255        | 158        |
| 2001                                                                            | 184 100              | 184 602   | 99.7           | 242        | 196           | 46            | 760                      | 5                    | 52         | 251        | 158        |
| 2002                                                                            | 183 782              | 184 207   | 99.8           | 232        | 189           | 43            | 792                      | 5                    | 49         | 248        | 158        |
| 2003                                                                            | 181 402              | 181 822   | 99.8           | 221        | 185           | 36            | 820                      | 4                    | 40         | 247        | 158        |
| 2004                                                                            | 181 402              | 181 882   | 99.7           | 221        | 187           | 34            | 820                      | 4                    | 38         | 217        | 158        |
| 2006                                                                            | 184 000              | 185 400   | 99.2           | 214        | 184           | 30            | 859                      | 5                    | 36         | 209        | 158        |
| 2012                                                                            | 187 300              | 187 385   | 100.0          | 200        | 168           | 32            | 936                      | 6                    | 38         | 158        | 158        |
| 2014                                                                            | 188 300              | 188 500   | 99.9           | 206        | 170           | 36            | 914                      | 6                    | 37         | 144        | 158        |
| 2015                                                                            | 177 000              | 186 070   | 95.1           | 188        | 163           | 25            | 941                      | 6                    | 26         | 133        | 158        |
| 2018                                                                            | 179 000              | 184 715   | 96.9           | 190        | 155           | 35            | 942                      | 6                    | 37         | 115        | 158        |
| 2019                                                                            | 177 965              | 183 615   | 96.9           | 177        | 149           | 28            | 1005                     | 7                    | 30         | 81         | 158        |
| 2020                                                                            | 176 723              | 182 569   | 96.8           | 170        | 142           | 28            | 1039                     | 7                    | 30         | 81         | 158        |
| 2022                                                                            | 175 562              | 182 873   | 96.0           | 148        | 130           | 18            | 1186                     | 7                    | 20         | 66         | 158        |
| Fuente: Catholic-Hierarchy, que a su vez toma los datos del Anuario Pontificio. |                      |           |                |            |               |               |                          |                      |            |            |            |

## Episcopologio

### Obispos de Belluno
- Felice † (siglo VI)
- Giovanni I? † (564?)[nota 3]
- Lorenzo † (antes de 589/590-después de 591)[nota 4]
- Odelberto I † (mencionado en 827)
- Aimone † (antes de 877-después de 923)
- Giovanni II † (antes de 963-después de 998)
- Ludovico † (antes de 1015-después de 1021)
- Ernefredo? †[nota 5]
- Alboino o Alboniano † (mencionado en 1027)
- Odelberto II? †[nota 6]
- Ezemanno † (mencionado en 1031)
- Mario o Marino † (antes de 1048-después de 1049)
- Volfrano (o Vualfranco, o Lanfranco, o Vulfarido) † (antes de 1057-después de 1075)
- Reginaldo † (antes de 1080-después de 1081)
- Rainaldo † (mencionado en 1116)[nota 7]
- Ottone I † (1118-1130)
  - Alteprando † (?-1139 depuesto) (antiobispo)
- Bonifacio † (1139-1156)
- Ottone II † (1156-diciembre de 1183 falleció)
- Gerardo de' Taccoli † (1184-circa 1197 falleció)
  - Sede unida a Feltre (1197-1462)
- Lodovico Donà † (2 de abril de 1462-9 de enero de 1465 nombrado obispo de Bérgamo)
- Mosè Buffarello † (9 de enero de 1465-después del 26 de marzo de 1471 falleció)
- Pietro Barozzi † (4 de septiembre de 1471-14 de marzo de 1487 nombrado obispo de Padua)
- Bernardo de' Rossi † (4 de abril de 1487-16 de agosto de 1499 nombrado obispo de Treviso)
- Bartolomeo Trevisan † (26 de agosto de 1499-4 de septiembre de 1509 falleció)
- Galeso Nichesola † (19 de septiembre de 1509-2 de agosto de 1527 falleció)
- Giambattista Casali † (18 de septiembre de 1527-21 de octubre de 1536 falleció)
  - Antonio Barozzi † (1527-1537 depuesto) (antiobispo)
- Gasparo Contarini † (23 de octubre de 1536-24 de agosto de 1542 falleció)
- Giulio Contarini † (11 de septiembre de 1542-9 de agosto de 1575 falleció)
- Giovanni Battista Valier † (9 de agosto de 1575 por sucesión-1596 renunció)
- Alvise Lollino † (29 de julio de 1596-28 de marzo de 1625 falleció)
  - Panfilo Persico † (1625-17 de diciembre de 1625 falleció) (obispo electo)[nota 8]
- Giovanni Dolfin † (9 de febrero de 1626-24 de junio de 1634 renunció)
- Giovanni Tommaso Malloni, C.R.S. † (26 de junio de 1634-7 de febrero de 1649 falleció)
  - Sede vacante (1649-1653)
- Giulio Berlendis † (6 de octubre de 1653-21 de octubre de 1693 falleció)
- Giovanni Francesco Bembo, C.R.S. † (1 de marzo de 1694-21 de julio de 1720 falleció)
- Valerio Rota † (16 de septiembre de 1720-8 de septiembre de 1730 falleció)
- Gaetano Zuanelli † (11 de diciembre de 1730-25 de enero de 1736 falleció)
- Domenico Nicola Condulmer † (27 de febrero de 1736-14 de marzo de 1747 falleció)
- Giacomo Costa, C.R. † (29 de mayo de 1747-19 de agosto de 1755 falleció)
- Giovanni Battista Sandi † (24 de mayo de 1756-12 de agosto de 1785 falleció)
- Sebastiano Alcaini, C.R.S. † (26 de septiembre de 1785-4 de marzo de 1803 falleció)
  - Sede vacante (1803-1819)

### Obispos de Feltre

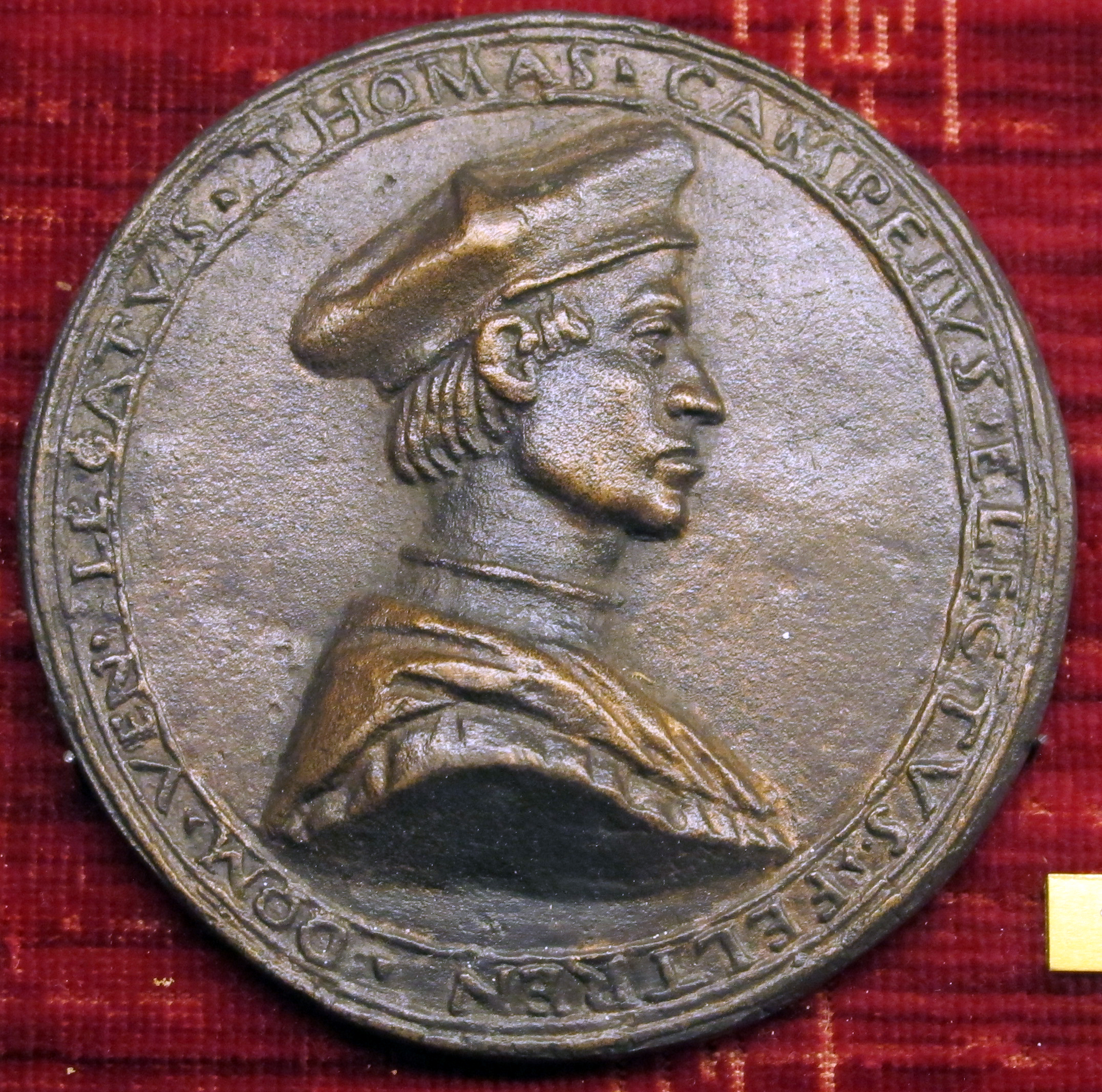
Tommaso Campeggi

- Fonteio (o Fronteio) † (antes de 579-después de 591)
- Endrighetto della Corte † (mencionado en 781)
- Aurato (o Amato) † (mencionado en 827)
- Teuperto † (mencionado en 967)
- Benedetto †[nota 9]
- Regizone o Richizzone † (antes de 1015-después de 1031)
- Macilino (o Marcellino) † (mencionado en 1046)
- Odorico de Fallero † (mencionado en 1047)
- Thiemone † (1070)
- Arpone † (antes de 1095-después de 1117)
- Guberto † (antes de 1135-después de 1140)
- Enrico † (mencionado en 1152)
- Adamo † (antes de 1160-después de 1070)
- Drudo da Camino † (antes de 1177-1200 falleció)
- Anselmo di Braganza (circa 1200-1204 falleció)
- Torresino da Corte † (1204-30 de abril de 1209 falleció)
- Filippo da Padua † (1209-1225 falleció)
- Ottone da Torino † (antes del 6 de septiembre de 1225-circa 1234)
- Eleazaro da Castello † (antes del 16 de febrero de 1235-1241)
- Alessandro de Foro † (1241-1246)
  - Tisone da Camino † (15 de enero de 1247-1257 falleció) (obispo electo)
- Adalgerio da Villalta † (6 de diciembre de 1257[nota 10]-30 de septiembre de 1290 falleció)
- Giacomo Casale, O.F.M. † (13 de marzo de 1291-1298 falleció)
- Alessandro Novello, O.F.M. † (20 de abril de 1298-febrero de 1320 falleció)
- Manfredo da Collalto † (17 de marzo de 1320-20 de mayo de 1321 falleció[nota 11])
- Gregorio de Tauri, O.P. † (6 de junio de 1323-20 de febrero de 1327 falleció)
- Gorgia de Lusa † (20 de febrero de 1327-1349 falleció)
  - Belvederio de' Rambaldoni † (1349) (administrador apostólico)
- Enrico di Waldech, O.T. † (7 de octubre de 1349-1353 falleció)
- Giacomo Goblin † (21 de noviembre de 1354-abril de 1369 falleció)
- Antonio de Nasseri † (29 de mayo de 1370-19 de septiembre de 1393[nota 12] falleció)
- Alberto di San Giorgio, O.F.M. † (11 de febrero de 1394-28 de abril de 1398 falleció)
- Giovanni Capogallo, O.S.B. † (12 de junio de 1398-4 de agosto de 1402 nombrado obispo de Novara)
- Enrico Scarampi † (10 de abril de 1403-29 de septiembre de 1440 falleció)
- Tommaso Tommasini, O.P. † (10 de octubre de 1440-24 de marzo de 1446 falleció)
- Jacopo Zeno † (26 de abril de 1447-26 de marzo de 1460 nombrado obispo de Padua)
- Francesco de Lignamine † (26 de marzo de 1460-11 de enero de 1462 falleció)
- Teodoro de Lellis † (15 de febrero de 1462-17 de septiembre de 1464 nombrado obispo de Treviso)
- Angelo Fasolo † (17 de septiembre de 1464-1490 falleció)
- Giovanni Robobello † (6 de enero de 1491-19 de diciembre de 1494 nombrado arzobispo de Zadar)
- Andrea Trevisan † (28 de noviembre de 1494-1504 falleció)
- Antonio Pizzamano † (23 de agosto de 1504-1512 falleció)
- Lorenzo Campeggi † (12 de noviembre de 1512-1 de junio de 1520 renunció)
- Tommaso Campeggi † (1 de junio de 1520-17 de abril de 1559 renunció)
- Filippo Maria Campeggi † (17 de abril de 1559 por sucesión-9 de abril de 1584 falleció)
- Giacomo Rovellio † (9 de abril de 1584 por sucesión-febrero de 1610 falleció)
- Agostino Gradenigo † (29 de marzo de 1610-26 de enero de 1628 por sucesión patriarca de Aquilea)
- Giovanni Paolo Savio † (29 de mayo de 1628-19 de diciembre de 1639 nombrado obispo de Adria)
- Zerbino Lugo † (9 de enero de 1640-17 de enero de 1647 falleció)
- Simeone Difnico † (10 de mayo de 1649-24 de mayo de 1661 falleció)
- Marco Marchiani † (13 de marzo de 1662-31 de julio de 1663 falleció)
- Bartolomeo Gera † (11 de febrero de 1664-7 de abril de 1681 falleció)
- Antonio Polcenigo † (24 de abril de 1684-20 de abril de 1724 falleció)
- Pietro Maria Trevisan Suarez † (26 de junio de 1724-20 de noviembre de 1747 nombrado obispo de Adria)
- Giovanni Battista Bortoli † (18 de diciembre de 1747-20 de marzo de 1757 renunció[nota 13])
- Andrea Antonio Silverio Minucci † (28 de marzo de 1757-15 de diciembre de 1777 nombrado obispo de Rímini)
- Girolamo Enrico Beltramini-Miazzi † (15 de diciembre de 1777-24 de marzo de 1779 falleció)
- Andrea Benedetto Ganassoni, O.S.B. † (12 de julio de 1779-29 de marzo de 1786 falleció)
- Bernardo Maria Carenzoni, O.S.B.Oliv. † (24 de julio de 1786-20 de agosto de 1811 falleció)
  - Sede vacante (1811-1819)

### Obispos de Belluno y Feltre o de Feltre y Belluno[nota 14]
- Luigi Zuppani † (23 de agosto de 1819-26 de noviembre de 1841 falleció)
- Antonio Gava † (22 de junio de 1843-3 de noviembre de 1852 renunció)
  - Vincenzo Scarpa † (7 de abril de 1854-5 de mayo de 1854 falleció) (obispo electo)
- Giovanni Renier † (17 de diciembre de 1855-12 de abril de 1871 falleció)
- Salvatore Giovanni Battista Bolognesi, C.O. † (27 de octubre de 1871-29 de enero de 1899 falleció)
- Francesco Cherubin † (19 de junio de 1899-2 de julio de 1910 falleció)
- Giuseppe Foschiani † (2 de julio de 1910 por sucesión-5 de octubre de 1913 falleció)
- Giosuè Cattarossi † (21 de noviembre de 1913-3 de marzo de 1944 falleció)
- Girolamo Bartolomeo Bortignon, O.F.M.Cap. † (9 de septiembre de 1945-1 de abril de 1949 nombrado obispo de Padua)[nota 15]
- Gioacchino Muccin † (19 de mayo de 1949-1 de septiembre de 1975 retirado)
- Maffeo Giovanni Ducoli † (7 de octubre de 1975-30 de septiembre de 1986 nombrado obispo de Belluno-Feltre)

### Obispos de Belluno-Feltre
- Maffeo Giovanni Ducoli † (30 de septiembre de 1986-2 de enero de 1996 retirado)
- Pietro Brollo † (2 de enero de 1996-28 de octubre de 2000 nombrado arzobispo de Údine)
- Vincenzo Savio, S.D.B. † (9 de diciembre de 2000-31 de marzo de 2004 falleció)
- Giuseppe Andrich (29 de mayo de 2004-10 de febrero de 2016 retirado)
- Renato Marangoni, desde el 10 de febrero de 2016

### Para la sede de Feltre
- (en latín) Pius Bonifacius Gams, Series episcoporum Ecclesiae Catholicae, Leipzig, 1931, pp. 776-777
- (en latín) Konrad Eubel, Hierarchia Catholica Medii Aevi, vol. 1, pp. 132-133; vol. 2, p. 103 e 153; vol. 3, p. 195; vol. 4, pp. 185; vol. 5, p. 199; vol. 6, pp. 213-214

### Para la sede de Belluno
- (en italiano) Florio Miari, Cronache bellunesi inedite, Belluno, Tipografia Deliberali, 1865
- (en italiano) Giorgio Piloni, Historia di Georgio Piloni dottor bellunese, nella quale, oltre le molte cose degne, avvenute in diverse parti del mondo di tempo in tempo, s'intendono, et leggono d'anno in anno, con minuto raguaglio, tutti i successi della città di Belluno. Con quattro tavole. L'una de' vescovi di essa città di Belluno; una de gli autori, de' quali s'e servito nell'opera; una de' rettori, podesta, e suoi vicarij, che l'hanno retta fin l'anno 1600 e l'altra delle cose notabili, che si comprendono in essa, Venecia, Giovanni Antonio Rampazetto, 1607
- (en latín) Konrad Eubel, Hierarchia Catholica Medii Aevi, vol. 2, p. 103; vol. 3, p. 131; vol. 4, pp. 112; vol. 5, p. 117; vol. 6, p. 120